# 尾崎ののか
尾崎 ののか（おざき ののか、1997年2月20日 - ）は、日本のAV女優。マインズ所属。

## 略歴・人物
2016年1月、MOODYZとE-BODYの2社専属女優としてAVデビュー。
既婚者で子持ち、母乳が出る夫公認のAV女優。デビュー前の男性経験は夫のみで、その夫の後押しもあってデビューした。
2016年9月7日、諸事情によりツイッターを止めると突然発表。ただしAV女優としての活動は継続するとしている。

## 出演作品

### アダルトDVD
2016年
- 新人18歳♪ 乳首がピンク色の母乳美少女がAVデビュー!!（1月13日、MOODYZ）
- E-BODY×MOODYZ W専属デビュー 純白スレンダー母乳妻 18歳（1月13日、E-BODY）
- 授乳の時間。 本物母乳が出る女の子。 ののかちゃん（2月1日、ミニマム）
- 母乳ザーメン ごっくんママ（2月18日、AKNR）
- 母乳学級委員長（2月25日、禁断の果実）
- ヤらかしナンパ 約1年に及ぶ実録密着ドキュメント ロリっ娘だと思ってナンパしたら実は20歳で、中出しSEXしたら3ヵ月後に「妊娠した」と連絡が来た。誰の子か不明だが、梨花ちゃんはリアル彼氏とデキ婚し無事出産。その後、母乳まみれで無茶苦茶セックスした。（2月25日、ナンパJAPAN）※「真田梨花」名義
- 嫁の連れ子、母乳が出るんです…（3月3日、グローリークエスト）
- 都内某所で開催されている 人妻ヤリコンパーティー（3月25日、S級素人）
- ファザコン女子校生と連続セックス朝生活 －5人姉妹と絶倫パパ編－（5月12日、SODクリエイト）
- 新・奥さんシリーズ [86] 初脱ぎ即ハメ素人妻 満里奈(仮名) 二十二歳、結婚二年目一ヶ月、子供あり(一歳)、販売員、夫(三十歳)実演販売員（5月20日、ゴーゴーズ）※「満里奈」名義
- 女下忍衆 其の弐 雑魚くノ一はかなき大散華（5月27日、GIGA）
- 生まれて初めてのおしり。 アナルは2つ目のマ○コだと教えられる。 尾崎ののか 【つるつる】（6月1日、ミニマム）
- 息子の友達の朝勃ちに興奮した巨乳ママ 2（6月9日、アイエナジー）
- ブライダルエステにやってきた花嫁に媚薬入りオイルを塗り込むと雌豚女に豹変!新郎がいるにも関わらず子宮突きピストンで何度も痙攣!結婚前に他人チ●ポ中出し!（6月10日、V&R PRODUCE）
- 100万円でモニタリングさせてください! 街ゆく優しい若妻が草食系男子の性のお悩み相談にのるだけのはずが… 母性をくすぐられてクラクラ! お金に釣られてフラフラ! 密室に二人っきりで放置された清楚な人妻マ●コは目の前でギンギンに勃起した童貞チ●ポの筆おろし挿入を許してしまうのか? 4（7月8日、SCOOP）
- AV女優 裸コレクション（7月8日、V&R PRODUCE）
- ○学生尾行押し込みレイプ投稿映像（7月22日、I.B.WORKS）
- 偏差値39以下のいわゆるサセ校出身の親友に「ヤリチン疑惑の彼氏をガサ入れしたいから協力して!誘惑してその気にさせても絶対シちゃだめだからね!!」と頼んでも結局すぐ男を乗っけちゃうので親友のヤリマン度調査にしかならねぇじゃんって噂は本当か?（7月22日、SCOOP）
- デリヘル嬢を呼んだらまさかの会社の同僚が…! 素股までのはずが会社への口封じを条件にSEX強要!真面目を装っていた女もチ○ポ挿入で理性崩壊!自らコンドーム外して騎乗位で激しく絶頂！強制生中出し!（8月12日、V&R PRODUCE）
- いつでもどこでも時間停止して中出しできる学園（8月13日、MOODYZ）
- 女監督ハルナの素人レズナンパ 104 女子力高めな同僚OL同士の嬉し恥ずかし初レズ貝合わせイキまくり体験!（8月15日、ピーターズ）
- マジックミラー便 全員10代の未成年マ●コ! 大学合格に向けて勉強漬けの毎日を過ごす性欲の溜まった予備校生編  普段は真面目な受験女子たちが久しぶりに見た勃起チ●ポで禁欲解放! 人生初のデカチンSEXに無我夢中でイキまくる!! in渋谷&世田谷（8月18日、ディープス）※「すみれ」名義
- 私立腿コキ学園（8月25日、アロマ企画）
- 修学旅行で都会にやってきた田舎の学生たち!先生の見回りをすり抜け大好きなあの子が待つ女子部屋に突入せよ!スリルと興奮が入り混じり部屋はまさかのエロムードに発展!一夜限りの奇跡はかけがえのない青春!（8月26日、SCOOP）
- 本気で何度もイキまくる絶頂クンニ（9月2日、OFFIC K'S）
- 新 センズリ見てたら興奮しちゃった素人娘 VOL.19（9月2日、OFFIC K'S）
- 人生ではじめて小便を飲ませる素人娘 2（9月2日、OFFIC K'S）
- 昼下がりの団地に実在する噂の風俗!玄関あけたら人妻たちが即尺してくれるピンクサロン!（9月2日、OFFIC K'S）
- 串刺しピストン エロ尻ディルドオナニー 10（9月2日、OFFICE K'S）
- 拘束くすぐり失禁アクメ 3（9月16日、OFFIC K'S）
- JK二人でオマ○コおっぴろげコレクション 2（9月16日、OFFIC K'S）
- イッてもやめない!! 素人娘の悶絶手コキ責め!! 3（9月16日、虎堂）
- 素人娘のフェラチオが上手すぎて凄い! Vol.3（9月16日、綺面組）
- 一般男女モニタリングAV 思春期の女子高生特集 家族旅行中の素人父娘(おやこ)が2人っきりの温泉で人生初の素股体験! 想像以上に発育していた愛する娘の身体にお父さんち○ぽは思わずフル勃起!ウブなJKま○こに反り勃った親父(おやじ)のギンギンち○ぽを擦り合わせたらヌルッと挿入して禁断の近親相姦してしまうのか!? in箱根温泉（10月7日、ディープス）
- アナル拡張 02（10月9日、フェティシュジャパン）
- 柔道教室少女わいせつ記録映像（10月28日、I.B.WORKS）
- 敏感な勃起乳首を舐めるレズ 10（12月1日、ゑびすさん）
- Hな取材かも… と分かっていながらも「友達と一緒なら…」と安心してしまった素人娘たちはどこまでエロい要求に応えてくれるのか徹底調査! ど素人JK・JD8名収録!（12月9日、S級素人）
- 夏休み水泳教室スク水日焼け少女わいせつ映像（12月23日、I.B.WORKS）

2017年
- クラスメイトと一緒にサッカー部の憧れの先輩にバレンタインチョコを渡しにいったら… 着替え中の先輩のデカチン18cmをみてしまい部室で3Pセックスしちゃった話 2 イケイケな友達に先輩をとられたくない!（4月25日、レッド）
- 偏差値38底辺女子高校美術部 女子部員に無理矢理モデルにされた冴えないオッサン顧問教師が不覚にもフル勃起! 生徒にからかわれるも意外にも?!デカチン18cm!（5月25日、レッド）
- 本当にあったNTR寝取られた話 お見舞いに来た彼女が入院先の同部屋にいる極道のおじさんにデカチン(真珠入り)を見せられ寝取られた話 4 「彼女を驚かせようとベッドの下に隠れていたら…こんな事態になるとは…」（5月25日、レッド）

### イメージDVD
- 限界 着エロ騙し撮り 母乳若妻 ののか（2015年12月8日、未満）
- Pure Moe Mix（2016年5月25日、日本コンテンツ流通）
- 突撃!となりのパイパンまん（2016年6月3日、デジプラン）
- Teenage Temptation（2016年7月29日、オルスタックソフト販売）
- crema catalana（2016年7月30日、キャメロンG）

## 出演

### テレビ
- 阿部乃ちゃんねる（2016年9月2日、10月2日、エンタ!959）